# Греде
Греде (њем. Gröde) општина је у њемачкој савезној држави Шлезвиг-Холштајн. Једно је од 132 општинска средишта округа Нордфризланд. Према процјени из 2010. у општини је живјело 11 становника. Посједује регионалну шифру (AGS) 1054039.

## Географски и демографски подаци
Греде се налази у савезној држави Шлезвиг-Холштајн у округу Нордфризланд. Општина се налази на надморској висини од 1 метара. Површина општине износи 2,5 km². У самом мјесту је, према процјени из 2010. године, живјело 11 становника. Просјечна густина становништва износи 4 становника/km².